# Velika nagrada Evrope 1995
Velika nagrada Evrope 1995 je bila štirinajsta dirka Svetovnega prvenstva Formule 1 v sezoni 1995. Odvijala se je 1. oktobra 1995.

## Poročilo

### Pred dirko
Pred dirko je bilo potrjeno, da bo dirkač Williams-Renaulta David Coulthard prihodnje dve sezoni dirkal za moštvo McLaren.

### Kvalifikacije
Prvo vrsto sta zasedla dirkača Williamsa, Damon Hill in Coulthard pred vodilnem v prvenstvu, [[Michael Schumacher|Michaelom Schumacherjem, nato pa so se do desetega mesta zvrstili še Gerhard Berger, Eddie Irvine, Jean Alesi, Johnny Herbert, Heinz-Harald Frentzen, Mika Häkkinen in Mark Blundell.

### Dirka
Na mokri stezi, ki se je sušila, so imeli pred štartom vsi dirkači nameščene pnevmatike za dež, z izjemo obeh Ferrarijev in obeh McLarnov. Ob krogu za ogrevanje je Maxu Papisu ugasnil njegov Footwork-Hart. Nato je sledila farsa, ko so dirkalnik rinili proti vrhu štartno-ciljne ravnine in štart so morali ponoviti, dirka pa je bila zato skrajšana za krog.
V drugem ogrevalnem krogu je Morenov Forti-Ford obstal na stezi, toda pravočasno so ga lahko umaknili. Kljub temu pa tudi drugi štart ni potekal brez zapletov, saj je Taki Inoue signaliziral, da je njegov Footwork-Hart ugasnil, toda komisarji štarta v drugo niso prekinili. Coulthard se je prebil v vodstvo, Schumacher na drugo, Irvine na tretje mesto, Hill pa je padel na četrto. Medtem je v ozadju Frentzen prehitel Bergerja, kmalu za tem pa še Hill Irvina. Po prvem krogu je bil vrstni red pri vrhu: Coulthard, Schumacher (+0,584), Hill (+4,390), Irvine (+4,830), Herbert (+5,314) in Alesi (+5,915).
Hill se je začel približevati Schumacherju in bežati Irvinu. V drugem krogu je z najhitrejšim krogom 1:37,424 proti Nemcu pridobil 1.2 sekunde. Schumacher je medtem napadal Coultharda, toda ni ga mogel prehiteti. V tretjem krogu je Hill s še enim najhitrejšim krogom 1:37.382 pridobil proti Schumacherju še 1,7 sekunde, ob tem pa je na mokrih delih sicer že skoraj suhe steze še hladil pregrete pnevmatike za dež. Schumacher pa še vedno ni mogel prehiteti Coultharda, ki je vozil tudi sekundo na krog počasneje od svojega moštvenega kolega. V četrtem krogu je Frentzen dobil kazenski 10-sekundni postanek v boksih zaradi prehitrega štarta. Prvi trije dirkači so bili v svojem razredu in so se oddaljevali od ostalih. Do konca petega kroga je bila razlika med tretje in četrto uvrščenem že skoraj 10 sekund. Alesi se je s prehitevanjem Herberta uspel prebiti na peto mesto. Vrstni red po petih krogih je: Coulthard, Schumacher, Hill, Irvine, Alesi, Herbert, Barrichello, Frentzen, Berger, Brundle, Panis, Salo, Boullion, Lamy in Badoer.
Hill je s še enim najhitrejšim krogom 1:37,149 še povečeval pritisk in v šestem krogu se je že popolnoma približal Schumacherju, toda prehiteti mu ga ni uspelo. V sedmem krogu je Hill postavil naslednji najhitrejši krog 1:36,857, toda poskus prehitevanja Nemca mu ponovno ni uspel. V osmem krogu je imela vodilna trojica že 12,8 sekunde prednosti pred četrto uvrščenim. Hill je še vedno močno napadal Schumacherja, ki pa ga je uspeval zapirati in v devetem krogu je celo postavil najhitrejši krog 1:36.521. Barrichello je prvi zapeljal v bokse in namestil pnevmatike za suho stezo. Vodilni so že ujeli dirkača Fortijev za krog, medtem ko sta ju Coulthard in Schumacher z lahkoto prehitela, pa je moral Hill nekoliko počakati in nekaj je izgubil. Vrstni red pri vrhu je bil zdaj Coulthard, Schumacher (+0,423), Hill (+0,999), Irvine (+13,797), Alesi (+17,887), Herbert (+19,533).
V desetem krogu je Alesi z najhitrejšim krogom 1:36,319 pokazal, da so zdaj pnevmatike za suho stezo že hitrejše, tako da sta jih Schumacher in Hill takoj zamenjala. Schumacher se je vrnil na stezo za Herberta, Hill pa še za Bergerja, ker je njegov postanek trajal tri sekunde več od nemčevega. Hill je takoj začel napadati Ferrarija pred sabo, med tem pa je tudi Herbert uspel zadrževati Schumacherja. Krog kasneje je pnevmatike zamenjal še Coulthard, po postanku Herberta pa je bil zdaj v vodstvu Alesi. Schumacher je bil ponovno tik za Coulthardom na tretjem mestu. V 13. krogu je rudi Max Papis kaznovan z 10-sekundnim postankom v boksih, vrstni red pri vrhu pa je Alesi, Irvine, Coulthard, Schumacher, Berger in Hill.
Hill je bil tik za Bergerjem, ta pa tik za Schumacherjem. Angležu se je le uspelo prebiti mimo Bergerja na peto mesto, med tem pa je Alesi postavil najhitrejši krog 1:34.700. Razlike pri vrhu so Alesi, Irvine (+15,594), Coulthard (+15,824), Schumacher (+17,271), Hill (+19,120) in Berger (+19,660).
Na počasnem posnetku je šele zdaj pokazalo, kako je Hill uspel prehiteti Alesija. Schumacher je prehiteval Deletraza za krog, ob tem pa je moral Berger zavirati, da se je izognil trčenju. To je Hill izkoristil in pred naslednjim ovinkom je obšel Ferrarija. Irvine je šele zdaj zapeljal na postanek v bokse, med tem pa se je Panis zavrtel in odstopil. Hill je uspel prehiteti Schumacherja in se prebil na tretje mesto, toda le za kratko, saj mu je Nemec takoj vrnil. V 17. krogu je Blundell odstopil, vodilni Alesi pa je med tem postavil najhitrejši krog 1:32,761.
Montermini je nekoliko oviral Hilla in Schumacher si je nabral malenkostno prednost. Alesi si je zdaj privozil že veliko prednost 21 sekund in je imel dirko pod kontrolo. V 18. krogu je Diniz zrinil Frentzna s steze, vrstni red pri vrhu pa je Alesi, Coulthard(+23.605), Schumacher(+26.802), Hill(+28.348), Berger(+28.755) in Irvine(+53.346).
V 19. krogu je Alesi postavil še en najhitrejši krog 1:31,948 in povečal svojo prednost že na 28 sekund. Hill je bil še vedno tik za Schumacherjem in ni mogel mimo, med tem pa je Coulthard na drugem mestu za trenutek obtičal za krog zaostalim Häkkinenom. Schumacher je to izkoristil in uspel Škota prehiteti. V 21. krogu je bil vrstni red: Alesi, Schumacher, Coulthard, Hill, Berger, Irvine, Herbert , Barrichello, Brundle, Salo in Boullion.
Häkkinen končno spusti Benettona in Williamsa mimo, toda le kmalu za tem podobno zadržuje še Bergerja. V 22. krogom Alesi postavi najhitrejši krog 1:30,459, med tem pa Hill prehiti Coultharda. V 22. krog Alesi postavi še en najhitrejši krog 1:30.450 in ima pred Schumacherjem že 35 sekund prednosti. Tudi Berger prehiti Coultharda, toda v boksih pravijo da z Williamsom ni nič narobe in Škot je res že kmalu tik za Bergerjem, ki pa zapelje na postanek v bokse in se vrne za Irvina. Steza je postajala vse hitrejša in v 25. krogu je Alesi postavil najhitrejši krog 1:28,396, nato pa v seriji še 1:27,541, 1:27,211, 1:26,656 in 1:26,509. S tem je imel Alesi že 42 sekund naskoka pred drugo uvrščenim Schumacherjem, med tem pa je najhitrejši krog postavil Hill 1:26.108, ki je bil zdaj že tik za Nemcem. Herbert se med tem bori z Irvinom in v rahlem trčenju poškoduje nos dirkalnika, ki mu ga v boksih zamenjajo.
V 32. krogu je Schumacher postavil najhitrejši krog z 1:25,225, krog kasneje pa še Hill s 1:24,891. V 33. krogu vodilni Alesi zapelje na postanek v bokse in se po 15.8 sekundah vrne nazaj v vodstvo, krog kasneje zapelje na postanek še Schumacher in se po 7.7 sekundah vrne na stezo. V 35. krogu Hill postavi najhitrejši čas 1:23,983 in začne loviti Alesija. V 37. krogu pa še Schumacher z 1:23,699. V 38. krogu Hill napade Alesija, ki ga zapre, pri tem pa Anglež poškoduje svoje sprednje krilce. Hill je tako moral na dolg, 32-sekundni, postanek v bokse.
Tudi Berger zapelje na postanek, toda po tem ko je dve minuti stal v boksih je odstopil. Hill je bil zdaj osem sekund za Coulthardom. Med tem je Schumacher v 44. krogu postavil najhitrejši krog 1:24,400 in se približal Alesiju na 11 sekund. V boksih Montermini povozi svojega mehanika za dolivanje goriva. V 47 krogu Schumacher postavi še en najhitrejši krog z 1:22,146, med tem pa Tarquiniju poči zadnja desna pnevmatika in zleti s proge. V 48. krogu je Schumacher s še enim najhitrejšim krogom 1:21,645 zmanjšal razliko do Alesija že na le 3.8 sekunde.
V 49, krogu Schumacher z nadaljuje serijo najhitrejših krogov z 1:21,596 in se približa na 1,5 sekunde. Diniz med tem počasi zapelje s proge in nato prav tako počasi tudi nazaj. Benetton pa se je pripravljal na postanek in Schumacher je v 2. krogu zapeljal na menjavo pnevmatik. Irvine se je med tem pri prehitevanju Papisa za krog zavrtel. V 53. krogu je bil vrstni red Alesi, Schumacher (+22,382), Coulthard (+39,426), Hill (+46,789), Barrichello(+1 krog) Herbert, (v bokisih, +1 krog).
V 55. krogu je bila prednost Alesija le še 18 sekund, v 56. krogu 15,7. V 57. krogu pa le še 13,669 sekunde. V 60. krogu je Hill zadel v robnik in pri veliki hitrosti je trčil v ogrado. S tem odstopom je izgubil vse možnosti za naslov prvaka. Varnostni avto je zapeljal v bližini nesreče in kljub temu, da je bilo na stezi nekaj zemlje, ni posredoval. V 61. krogu je Alesi, vidno pod pritiskom, zapeljal s steze, ko se je bližal Brundlu, in njegova prednost se je še znižala.
Štiri kroge pred koncem je bila napetost velika, saj je Schumacher že povsem ujel vodilnega Alesija. Dva kroga pred koncem je Schumacher s poznim zaviranjem švignil ob bok Ferrariju na notranji strani in uspelo mu je ostati pred Francozom. Tako je zmagal, kljub temu da je imel Alesi veliko večino časa dirko popolnoma pod kontrolo.

### Po dirki
Odlična taktika Benettovega stratega Rossa Brawna in z dodatnim postankom v kratkih, drugem in tretjem delu, nizanje kvalifikacijskih krogov je prinesla Schumaherju zmago, ki je ena najboljših v njegovi karieri.

## Rezultati

### Kvalifikacije
| Poz | Št | Dirkač                   | Konstruktor        | 1. del   | 2. del   | Zaostanek |
| --- | -- | ------------------------ | ------------------ | -------- | -------- | --------- |
| 1   | 6  | David Coulthard          | Williams-Renault   | 1:18,738 | 1:19,913 | —         |
| 2   | 5  | Damon Hill               | Williams-Renault   | 1:18,972 | 1:19,607 | +0,234    |
| 3   | 1  | Michael Schumacher       | Benetton-Renault   | 1:19,470 | 1:19,150 | +0,412    |
| 4   | 28 | Gerhard Berger           | Ferrari            | 1:19,821 | 1:21,083 | +1,083    |
| 5   | 15 | Eddie Irvine             | Jordan-Peugeot     | 1:20,488 | 1:21,426 | +1,750    |
| 6   | 27 | Jean Alesi               | Ferrari            | 1:20,521 | 1:20,510 | +1,772    |
| 7   | 2  | Johnny Herbert           | Benetton-Renault   | 1:20,653 | 1:21,236 | +1,915    |
| 8   | 30 | Heinz-Harald Frentzen    | Sauber-Ford        | 1:20,762 | 1:20,749 | +2,011    |
| 9   | 8  | Mika Häkkinen            | McLaren-Mercedes   | 1:20,866 | 1:20,968 | +2,128    |
| 10  | 7  | Mark Blundell            | McLaren-Mercedes   | 1:20,909 | 1:21,583 | +2,171    |
| 11  | 14 | Rubens Barrichello       | Jordan-Peugeot     | 1:21,350 | 1:21,211 | +2,473    |
| 12  | 25 | Martin Brundle           | Ligier-Mugen-Honda | 1:21,541 | 1:22,062 | +2,803    |
| 13  | 29 | Jean-Christophe Boullion | Sauber-Ford        | 1:22,059 | 1:34,210 | +3,321    |
| 14  | 26 | Olivier Panis            | Ligier-Mugen-Honda | 1:22,062 | 1:22,565 | +3,324    |
| 15  | 4  | Mika Salo                | Tyrrell-Yamaha     | 1:23,058 | 1:23,079 | +4,320    |
| 16  | 23 | Pedro Lamy               | Minardi-Ford       | 1:23,328 | 1:24,087 | +4,590    |
| 17  | 9  | Massimiliano Papis       | Footwork-Hart      | 1:23,689 | 1:24,134 | +4,951    |
| 18  | 24 | Luca Badoer              | Minardi-Ford       | 1:23,760 | 1:26,406 | +5,022    |
| 19  | 3  | Gabriele Tarquini        | Tyrrell-Yamaha     | 1:24,286 | 1:24,352 | +5,548    |
| 20  | 17 | Andrea Montermini        | Pacific-Ford       | 1:24,696 | 1:26,102 | +5,958    |
| 21  | 10 | Taki Inoue               | Footwork-Hart      | 1:26,667 | 1:24,900 | +6,162    |
| 22  | 21 | Pedro Diniz              | Forti-Ford         | 1:25,647 | 1:25,157 | +6,419    |
| 23  | 22 | Roberto Moreno           | Forti-Ford         | 1:26,784 | 1:26,098 | +7,360    |
| 24  | 16 | Jean-Denis Délétraz      | Pacific-Ford       | 1:27,853 | 1:29,677 | +9,115    |

### Dirka
| Poz | Št | Dirkač                   | Konstruktor        | Krogi | Čas/Odstop  | Št. m. | Toč |
| --- | -- | ------------------------ | ------------------ | ----- | ----------- | ------ | --- |
| 1   | 1  | Michael Schumacher       | Benetton-Renault   | 67    | 1:39:59,044 | 3      | 10  |
| 2   | 27 | Jean Alesi               | Ferrari            | 67    | + 2,684 s   | 6      | 6   |
| 3   | 6  | David Coulthard          | Williams-Renault   | 67    | + 35,382 s  | 1      | 4   |
| 4   | 14 | Rubens Barrichello       | Jordan-Peugeot     | 66    | +1 krog     | 11     | 3   |
| 5   | 2  | Johnny Herbert           | Benetton-Renault   | 66    | +1 krog     | 7      | 2   |
| 6   | 15 | Eddie Irvine             | Jordan-Peugeot     | 66    | +1 krog     | 5      | 1   |
| 7   | 25 | Martin Brundle           | Ligier-Mugen-Honda | 66    | +1 krog     | 12     |     |
| 8   | 8  | Mika Häkkinen            | McLaren-Mercedes   | 65    | +2 kroga    | 9      |     |
| 9   | 23 | Pedro Lamy               | Minardi-Ford       | 64    | +3 krogi    | 16     |     |
| 10  | 4  | Mika Salo                | Tyrrell-Yamaha     | 64    | +3 krogi    | 15     |     |
| 11  | 24 | Luca Badoer              | Minardi-Ford       | 64    | +3 krogi    | 18     |     |
| 12  | 9  | Massimiliano Papis       | Footwork-Hart      | 64    | +3 krogi    | 17     |     |
| 13  | 21 | Pedro Diniz              | Forti-Ford         | 62    | +5 krogov   | 22     |     |
| 14  | 3  | Gabriele Tarquini        | Tyrrell-Yamaha     | 61    | +6 krogov   | 19     |     |
| 15  | 16 | Jean-Denis Deletraz      | Pacific-Ilmor      | 60    | +7 krogov   | 24     |     |
| Ods | 5  | Damon Hill               | Williams-Renault   | 58    | Zavrten     | 2      |     |
| Ods | 17 | Andrea Montermini        | Pacific-Ilmor      | 45    | Brez goriva | 20     |     |
| Ods | 29 | Jean-Christophe Boullion | Sauber-Ford        | 44    | Trčenje     | 13     |     |
| Ods | 28 | Gerhard Berger           | Ferrari            | 40    | El. sistem  | 4      |     |
| Ods | 22 | Roberto Moreno           | Forti-Ford         | 22    | Pog. gred   | 23     |     |
| Ods | 30 | Heinz-Harald Frentzen    | Sauber-Ford        | 17    | Zavrten     | 8      |     |
| Ods | 26 | Olivier Panis            | Ligier-Mugen-Honda | 14    | Zavrten     | 14     |     |
| Ods | 7  | Mark Blundell            | McLaren-Mercedes   | 14    | Trčenje     | 10     |     |
| Ods | 10 | Taki Inoue               | Footwork-Hart      | 0     | El. sistem  | 21     |     |